# Przeworno (gemeente)
De gemeente Przeworno is een landgemeente in het Poolse woiwodschap Neder-Silezië, in powiat Strzeliński.
De zetel van de gemeente is in Przeworno (Prieborn).
Op 30 juni 2004 telde de gemeente 5313 inwoners.

## Oppervlakte gegevens
In 2002 bedroeg de totale oppervlakte van gemeente Przeworno 111,96 km², waarvan:
- agrarisch gebied: 74%
- bossen: 18%

De gemeente beslaat 17,99% van de totale oppervlakte van de powiat.

## Demografie
Stand op 30 juni 2004:
| Omschrijving                   | Totaal | Totaal | Vrouwen | Vrouwen | Mannen | Mannen |
| ------------------------------ | ------ | ------ | ------- | ------- | ------ | ------ |
| eenheid                        | aantal | %      | aantal  | %       | aantal | %      |
| inwoners                       | 5313   | 100    | 2646    | 49,8    | 2667   | 50,2   |
| bevolkingsdichtheid (inw./km²) | 47,5   | 47,5   | 23,6    | 23,6    | 23,8   | 23,8   |

In 2002 bedroeg het gemiddelde inkomen per inwoner 1161,31 zł.

## Administratieve plaatsen (sołectwo)
Cierpice (Türpitz), Dobroszów (Dobrischau), Dzierzkowa (Dätzdorf), Jagielnica (Alt Jägel), Jagielno (Deutsch Jägel), Jegłowa (Riegersdorf), Karnków (Arnsdorf), Konary (Kunern), Krzywina (Krummendorf), Miłocice (Habendorf), Mników (Münchhof), Ostrężna (Algersdorf), Przeworno (Prieborn), Romanów, Rożnów (Nieder Rosen), Samborowice (Altschammendorf), Samborowiczki (Deutsch Tschammendorf), Sarby (Schreibendorf) en Strużyna (Schönbrunn).

## Aangrenzende gemeenten
Grodków, Kamiennik, Strzelin, Wiązów, Ziębice